# Stangeella cyaniventris
Stangeella cyaniventris là một loài côn trùng cánh màng trong họ Sphecidae, thuộc chi Stangeella. Loài này được Gu�rin-M�neville miêu tả khoa học đầu tiên năm 1831.